# Bitwa o Saragarhi
Bitwa o Saragarhi – starcie zbrojne, które miało miejsce pomiędzy około 15-tysięczną armią zbuntowanych plemion pasztuńskich i nielicznymi siłami Indii Brytyjskich, złożonymi z 21 Sikhów pod wodzą sierżanta Ishara Singha. 
12 września 1897 roku szacunkowo 12 000 – 24 000 członków plemienia Orakzai i Afridi pojawiło się w pobliżu przełęczy Chajber, a następnie odcieło Saragarhi od innych brytyjskich fortów. Załoga fortu odmówiła poddania się i poniosła śmierć w jego obronie. 
Wszyscy z 21 Sikhów biorący udział w bitwie zostali pośmiertnie odznaczeni Indyjskim Orderem Zasługi, co było najwyższym odznaczeniem za męstwo, jakie w tamtym czasie mógł otrzymać żołnierz indyjski, a do dziś 4. Batalion Pułku Sikhów armii indyjskiej upamiętnia bitwę każdego roku 12 września, jako Dzień Saragarhi.